# Historien om Danmark
Historien om Danmark var en ”drama-dokumentärserie” om Danmarks historia som gick 2017 (uppdelat på fem avsnitt under våren och fem avsnitt under hösten). I dokumentärserien medverkade historiker, arkeologer och andra historiskt kunniga. Det var Danmarks Radios första större historiesatsning sedan 1982. Seriens berättare var Lars Mikkelsen. Serien var relativt väl mottagen, framförallt vårsäsongen. Då visades serien på söndagarna och alla avsnitt utom det första var det mest sedda avsnitt på dansk TV den veckan. Höstdelen visades på lördagar. Serien vann flera pris vid den danska TV-galan TV Prisen.
Flera TV-serier har senare följt samma upplägg med en påkostad produktion som beskriver landet eller regionens historia i tio avsnitt med dramatiserade scener ur historien presenterade av en presentatör som återkommande bryter den fjärde väggen kombinerat med experter som kommenterar det historiska skeendet:
- Het verhaal van Nederland - sänd av NTR 2022
- Het verhaal van Vlaanderen - sänd av Vlaamse Radio- en Televisieomroep 2023
- Historien om Sverige – sänd av Sveriges Television 2023/2024

## Avsnitt
De tio avsnitten var uppdelade på två säsonger och varje avsnitt täckte in en tidsperiod:
1. Stenalder
2. Metallernes tid
3. Vikingetiden
4. Tidlig middelalder
5. Sen middelalder
6. Reformation og renæssance
7. Enevælde og oplysningstid
8. Grundloven, folget og magten
9. Det svære demokrati
10. Velfærd og kold krig